# Tewet Tarn
Der Tewet Tarn ist ein See im Lake District, Cumbria, England. Der See liegt östlich von Keswick an der Nordseite des Low Rigg. Der See hat keinen erkennbaren Zufluss. Der See hat einen unbenannten Abfluss im Norden, der in den Naddle Beck mündet.
Bei ruhigem Wetter spiegeln sich beim Blick nach Norden der Skiddaw und Blencathra im See.